# DuckTales 2
DuckTales 2 es un videojuego basado en la serie de televisión Patoaventuras y la secuela de DuckTales, para la consola Nintendo por Capcom en 1993. En este juego el Scrooge McDuck tiene que encontrar el tesoro perdido de Fergus McDuck's. Para hacerlo tiene que encontrar los siete trozos de un mapa repartidos por todo el mundo para unirlos y conocer dónde se encuentra.
En el juego, Scrooge viaja a las Cataratas del Niágara, al Triángulo de las Bermudas, al continente perdido Mu (continente perdido), Egipto y Escocia. En cada uno de estos lugares hay un trozo del mapa y un jefe final. 
El juego fue realizado en 1993. No habría otro videojuego de mismo nombre hasta el lanzamiento de DuckTales, el botín para iPhone OS y Android en 2013 en Canadá.

## Historia
Los sobrinos Huey, Dewey y Louie (Hugo, Paco y Luis en Hispanoamérica; Juanito, Jorgito y Jaimito en España) corren hacia su tío Scrooge McDuck con un trozo de papel, que es en realidad un trozo de un mapa del tesoro dibujado por Fergus McDuck. Inspirado para descubrir el tesoro oculto dejado por Fergus, Scrooge comienza una expedición para encontrar las piezas que faltan, sin saber que su rival Glomgold Flintheart está también tras el tesoro perdido de McDuck.
Scrooge viaja a las Cataratas del Niágara, un barco pirata en el Triángulo de las Bermudas, Mu, Egipto y Escocia. Cada área tiene su propio tesoro único que es custodiado por un jefe.
Si se encuentran todos los pedazos del mapa, se juega otro nivel situado en el calabozo subterráneo del Castillo de Escocia.

## Personajes de ayuda
- Huey, Dewey, Louie and Webby - Dan al Tío Scrooge mensajes en cada país.
- Launchpad McQuack - Lleva al Tío Scrooge a cada país.
- Gyro Gearloose.

## Enemigos
- Firequacker, jefe de Niagara Falls (Cataratas del Niágara).
- Captain Duckbeard, jefe de Bermuda Triangle (Triángulo de las Bermudas).
- Golem Duck, jefe de Mu (continente perdido).
- Pharaoh Duck, jefe de Egypt (Egipto).
- Sorcerer Duck, jefe de Scotland (Escocia) y guardián del tesoro perdido.
- D-1000, jefe final del juego.

## Modo de juego
Permite al jugador elegir y completar todos los niveles en cualquier orden particular. Los controles son casi exactamente el mismo. La única diferencia es que el jugador sólo tiene que mantener pulsado el botón B para hacer un salto con el bastón en lugar de mantener el botón presionado adicionalmente.
A diferencia del original, el jugador puede volver a un nivel que ya se ha terminado de recoger más dinero y artículos. Además, las actualizaciones del bastón de Scrooge que puede obtener de Gyro Gearlooser conceder al jugador el acceso a nuevas áreas y zonas ocultas en cada nivel. Cuando un nivel se ha completado, el jugador puede visitar una tienda para comprar artículos de recuperación, vidas extra, y otros artículos utilizando cualquier dinero que el jugador haya recogido.
Además de los tesoros únicos, cada etapa tiene un trozo del mapa que está escondido en un cofre del tesoro. Las localizaciones de todas las piezas del mapa no se requiere para completar el juego, pero recogiendo todos ellos se abre una etapa opcional al sexto lugar en el que puede ser el tesoro perdido de McDuck.

## Recepción
Por haber aparecido casi al final del ciclo de vida de la NES, DuckTales 2 tuvo malas ventas y hoy es considerado un juego escaso y bastante caro por los coleccionistas.